# فابيو بيتروتسي
فابيو بيتروتسي (بالإيطالية: Fabio Petruzzi)‏ (24 أكتوبر 1970 بروما في إيطاليا - ) هو مدرب كرة قدم ولاعب كرة قدم إيطالي في مركز الدفاع. شارك مع منتخب إيطاليا لكرة القدم. أما مع النوادي، فقد لعب مع نادي أودينيزي ونادي بريشيا ونادي بولونيا ونادي روما ونادي كاسيرتانا.

## روابط خارجية
- فابيو بيتروتسي على موقع قاعدة بيانات كرة القدم.إي يو (الإنجليزية)
- فابيو بيتروتسي على موقع ناشيونال فوتبول تيمز (الإنجليزية)
- فابيو بيتروتسي على موقع عالم كرة القدم.نت (الإنجليزية)